# Sispony
Sispony – miasto w Andorze, w parafii La Massana. Według danych na rok 2012 liczy 1045 mieszkańców.

## Zabytki
- Muzeum Casa Rull – jeden z najstarszych i największych budynków w mieście, mieści obecnie muzeum życia rolników,
- Kościół św. Jana – kamienny kościół z 1641, zabytek od 2003[1].